# Hans Bernd Gisevius
Hans Bernd Gisevius (14 de julho de 1904 - 23 de fevereiro de 1974) foi um diplomata alemão e oficial de inteligência durante a Segunda Guerra Mundial. Foi um forte mas oculto opositor ao regime nazi, servindo como contato em Zurique entre a Resistência alemã e Allen Dulles, o chefe da estado-unidense Oficina de Serviços Estratégicos (OSS).

## Antes da Segunda Guerra Mundial
Gisevius nasceu em Arnsberg, na província prussiana da Vestfália. Depois de estudar Direito, em 1933 ingressou no Ministério do Interior da Prússia e foi designado para um posto na recentemente criada Gestapo. No interior da Gestapo teve imediatamente desacordos com o seu superior, Rudolf Diels, e foi demitido do posto, regressando ao Ministério do Interior. Em 1936, quando Heinrich Himmler foi designado para dirigir os meios policiais do nazismo, Gisevius foi removido da oficina e deslocado para o Ministério do Interior do Reich, onde continuou o seu trabalho.
Embora não ter uma posição de poder, Gisevius mantinha contatos importantes, nomeadamente com Arthur Nebe, Gruppenführer das SS que o mantinha informado dos movimentos encobertos da política. Ademais, Gisevius manteve também contatos com a Resistência alemã, nomeadamente com Hans Oster e com Hjalmar Schacht, visando compilar provas dos crimes nazis e reduzir o poder de Himmler sobre as SS.

## Anos da Segunda Guerra Mundial
Quando a Segunda Guerra Mundial começou, Gisevius ingressou no Serviço de inteligência do Reich dirigido pelo também opositor Wilhelm Canaris, que tinha organizado uma conspiração de oficiais da Wehrmacht na que Gisevius foi também integrado. Durante a época em que trabalhou no consulado em Zurique, Gisevius possibilitou contatos com o Vaticano. Posteriormente, Canaris conseguiu que Gisevius fosse nomeado Vice-Consul para a Suíça, desde onde esteve em posição de contatar com Allen Dulles, o diretor da OSS americana em 1943, e organizar um canal de comunicações da própria Oficina americana com alguns dos membros mais importantes da resistência, como Canaris, o General Ludwig Beck e o presidente da câmara municipal de Leipzig, Carl Goerdeler.
Quando a Gestapo desatou uma operação de investigação da Abwehr, Gisevius teve de regressar a Alemanha. Nada foi topado contra ele, mas em 1944, após o atentado falido de 20 de julho contra Hitler, teve de ocultar-se, primeiro na morada da sua futura mulher - a suíça Gerda Woog - e depois na Suíça em 1945, desde onde contatou com as autoridades do país.

## Depois da Segunda Guerra Mundial
Durante os Julgamentos de Nuremberg, Gisevius serviu como testemunha fundamental da acusação contra Hermann Göring, que tinha sido o seu superior no Ministério do Interior. Foi também testemunha da acusação contra Wilhelm Keitel e Ernst Kaltenbrunner. Ao contrário, nos casos contra Hjalmar Schacht e Wilhelm Frick, serviu como testemunha da defesa.
Na sua autobiografia, Bis zum bitteren Ende (Até ao amargo fim), publicada em 1946, Gisevius realizou uma crítica feroz do regime nazi, cujos principais líderes ele tinha conhecido pessoalmente, mas também do povo alemão, que acusava de não ter querido ver as atrocidades que estavam a ser cometidas no seu nome. Porém, foi criticado por diminuir a importância dos contributos doutros membros da Resistência, como Claus Schenk Graf von Stauffenberg.
Em 1950, Gisevius deslocou-se para os Estados Unidos, mas regressou pouco tempo depois para morar novamente na Suíça. Morreu em Müllheim (Alemanha), em 1974.

## Obra
- Gisevius H.B. (1946) Bis zum bitteren Ende (Até ao amargo fim)
- Gisevius H.B. (1966) Wo ist Nebe?. Droemer. (Quem é Nebe?)